# Koutalisaurus
Koutalisaurus là một chi khủng long, được Prieto-Márquez Gaete Rivas Galobart & Boada mô tả khoa học năm 2006.